# هاید پرلمن
هاید پرلمن (انگلیسی: Heide Perlman؛ زادهٔ ۲۲ سپتامبر ۱۹۵۱) تهیه‌کننده تلویزیونی، فیلم‌نامه‌نویس اهل ایالات متحده آمریکا است. وی از سال ۱۹۸۲ میلادی تاکنون مشغول فعالیت بوده‌است.
وی همچنین برندهٔ جوایزی همچون جوایز امی ساعات پربیننده شده‌است.